# Unterseeboot type U 17
Le Unterseeboot type U 17 était une classe de sous-marins (Unterseeboot) construite en Allemagne pour la Kaiserliche Marine avant la Première Guerre mondiale.

## Conception
Ces U-Boots étaient manœuvrés par 4 officiers et 25 membres d'équipage.
| Bateaux     | Nbr | Chantier naval             | N° fabrique | Construction |
| ----------- | --- | -------------------------- | ----------- | ------------ |
| U-17 à U-18 | 2   | Kaiserliche Werft à Danzig | 11 - 12     | 1910-1912    |

## Liste des sous-marins type U 17
Deux exemplaires de sous-marins de type U 17 ont été construits :
- SM U-17
- SM U-18

## Source de la traduction
- (en) Cet article est partiellement ou en totalité issu de l’article de Wikipédia en anglais intitulé « German Type U 17 submarine » (voir la liste des auteurs).